# Homoszkleromorf szivacsok

A homoszkleromorf szivacsok fejlődésének stádiumai

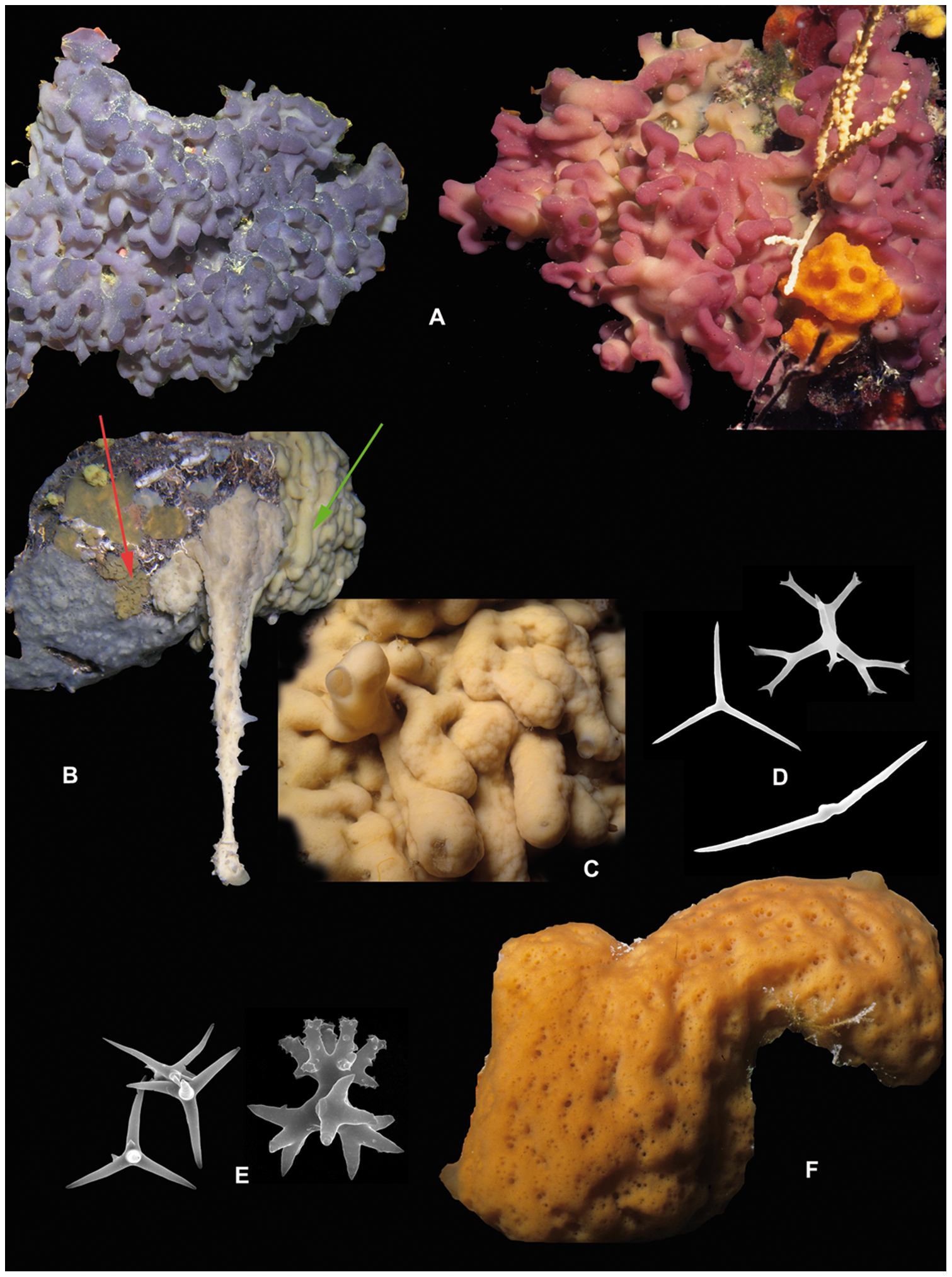
Homoszkleromorf szivacsok
A — Lebenyes hússzivacs (Oscarella lobularis) — két színváltozat a Földközi-tenger északnyugati medencéjéből
B — Plakortis simplex, (a piros nyíl végén egy Oscarella microlobata, a zöld nyílén egy Plakina jani)
C — Plakina jani
D — A Plakinidae családban előforduló vázelemek típusai,
E — A Corticium candelabrum vázelemeinek fajtái,
F — Corticium candelabrum a Földközi-tenger északnyugati partvidékéről

A homoszkleromorf szivacsok (Homoscleromorpha) a szivacsok (Porifera) törzsének egy osztálya.

## Megjelenésük, felépítésük
Többnyire kicsik és gyakran élénk színűek. Testük atipikus, a szikonoid és leukonoid fajta között átmeneti jellegű.
Vázuk annyira redukált, hogy egyes fajokból a vázelemek teljesen hiányoznak. Nevüket (homoscleromorpha = „egyneművázasok”) onnan kapták, hogy kovatűik (ha egyáltalán vannak) közel egyforma nagyok (nem különül el a nagyobb és kisebb tűk csoportja, mint a többi szivacsnál).
Több jellegzetességük a valódi szövetes állatokéhoz (Eumetazoa) hasonló.
- van alaphártyájuk (membrana basalis),
- megtalálható bennük a IV. típusú kollagén és több adhéziós fehérje,
- vannak sejtközi kapcsolataik.

## Életmódjuk, élőhelyük
Kizárólag tengeriek. Gyakran sötét, fénymentes élőhelyeken (pl. tengeri barlangokban) laknak.

## Rendszertani felosztásuk
Az osztály egyetlen rendje a Homosclerophorida két családdal:
- Oscarellidae család két nemmel:
  - Oscarella
  - Pseudocorticium

- Plakinidae család hét nemmel:
  - Aspiculophora
  - Corticium
  - Placinolopha
  - Plakina
  - Plakinastrella
  - Plakortis
  - Tetralophophora